# James Wofford
James Wofford (* 3. November 1944 in Junction City, Kansas; † 2. Februar 2023) war ein US-amerikanischer Vielseitigkeitsreiter.

## Leben
James Wofford wurde in Kansas geboren und besuchte die Culver Military Academy. Später studierte er an der University of Colorado Boulder. 
Zwischen 1968 und 1972 gehörte James Wofford dem Vielseitigkeitsreitteam der USA an. Sowohl bei den Olympischen Sommerspielen 1968 in Mexiko als auch in München 1972 gewann er mit den Vereinigten Staaten jeweils Mannschaftssilber. Zudem konnte er mit dem US-Team 1970 und 1978 WM-Bronze und 1967 Gold bei den Panamerikanischen Spielen gewinnen. 1981 und 1986 siegte Wofford beim Kentucky Three-Day Event.
Auf nationaler Ebene gelang es Wofford, fünf Meistertitel mit fünf unterschiedlichen Pferden zu gewinnen.
Nach seiner aktiven Karriere war James Wofford als Trainer erfolgreich. Bei den Olympischen Sommerspielen 2000 in Sydney und 2004 in Athen war er Trainer der US-Mannschaft, die mehrere Medaillen gewann. Er trainierte auch kanadische Reiter, die bei den Panamerikanischen Spielen 2003 und Weltreiterspielen 2002 Medaillen gewannen.
Neben seiner Trainertätigkeit schrieb Wofford eine Reihe von Sachbüchern über den Reitsport. Darüber hinaus war er Präsident der American Horse Shows Association und für zwei Amtszeiten Mitglied im FEI-Komitee für Vielseitigkeitsreiten.

## Privates
Sein Vater John W. Wofford, sein Bruder John E. B. Wofford und seine Schwägerin Dawn Wofford waren ebenfalls Vielseitigkeitsreiter, die an Olympischen Sommerspielen teilgenommen haben.